# Haggerston (Northumberland)
Haggerston – osada w Anglii, w hrabstwie Northumberland. Leży 82 km na północ od miasta Newcastle upon Tyne i 479 km na północ od Londynu.